# Charles Antoine Charpy
Pour les articles homonymes, voir Charpy.
Charles Antoine Charpy, né le 11 novembre 1869 à Perpignan et mort le 21 mars 1941 à Lyon, est un général français et Gouverneur général Thrace orientale. 

## Biographie
Charles Antoine Charpy naît le 11 novembre 1869 à Perpignan. Il étudie à l'École de Saint-Cyr et à l'École supérieure de Guerre.
En 1888, il entre dans l'armée française.
Il prend le commandement du 84e régiment d'infanterie le 6 septembre 1914 au début la bataille de la Marne. Il est cité à l'ordre de l'armée pour son action lors des journées des 14, 15 et 16 septembre.
Le général Charpy est le commandant du corps d'occupation français de Constantinople. Il représente la France lors de l'armistice de Mudanya.